# El mort i ser feliç
El mort i ser feliç (títol original en castellà: El muerto y ser feliz) és una pel·lícula hispano-argentina de road movie del 2012 dirigida per Javier Rebollo, en què reflexiona sobre la malaltia i la mort. Ha estat doblada al català.

## Argument
Quan un assassí a sou espanyol, ingressat en un hospital de Buenos Aires, s'adona que està a punt de morir, s'escapa i es dirigeix al nord travessant tot el país. Fuig per carreteres secundàries en una espècie de tranquil·la peregrinació que té alguna cosa a veure amb una moderna novel·la de cavalleries. Una dona que ha trobat en la carretera serà el seu escuder en aquest continu avançar fugint de la mort i corrent, al mateix temps, cap a ella.

## Repartiment
- José Sacristán com a Santos
- Roxana Blanco com a Érika
- Valeria Alonso com a infermera jove i bonica
- Jorge Jellinek com a home gran
- Lisa Caligaris com a Alejandra
- Horacio Vay com a doctor
- Giona Pascual Condito com a malalt
- Carlos Zumbo com a malalt

## Premis
Festival Internacional de Cinema de Sant Sebastià
| Categoria                          | Persona        | Resultat   |
| ---------------------------------- | -------------- | ---------- |
| Premi FIPRESCI                     | Premi FIPRESCI | Guanyadora |
| Conquilla de Plata al millor actor | José Sacristán | Guanyador  |

XXVII Premis Goya
| Categoria                 | Persona        | Resultat  |
| ------------------------- | -------------- | --------- |
| Millor actor protagonista | José Sacristán | Guanyador |

Premis Gaudí
| Categoria                                | Persona                                  | Resultat  |
| ---------------------------------------- | ---------------------------------------- | --------- |
| Millor pel·lícula en llengua no catalana | Millor pel·lícula en llengua no catalana | Nominada  |
| Millor protagonista masculí              | José Sacristán                           | Guanyador |

Festival de Cinema d'Espanya de Tolosa de Llenguadoc
| Categoria                  | Persona       | Resultat   |
| -------------------------- | ------------- | ---------- |
| Violette d'Or              | Violette d'Or | Guanyadora |
| Millor protagonista femení | Roxana Blanco | Guanyadora |